# Vuurtoren van Trevose Head
De vuurtoren van Trevose Head (Trevose Head Lighthouse) staat in St Merryn op de kaap van Trevose Head, aan de kust van het bestuurlijke gebied Noord-Cornwall in het Engelse graafschap  Cornwall. Hij bevindt zich ongeveer 6,80 km ten westen van het plaatsje Padstow. De vuurtoren vormt een oriëntatiepunt voor schepen die op weg zijn naar het Kanaal van Bristol.
De installatie wordt vanop afstand beheerd door het Planning Centre van Trinity House in Harwich in het Engelse Essex. Trinity House is de eigenaar van de toren en is verantwoordelijk voor de navigatiemiddelen in Engeland, Wales, Gibraltar en de Kanaaleilanden.

## Kenmerken en uitrusting

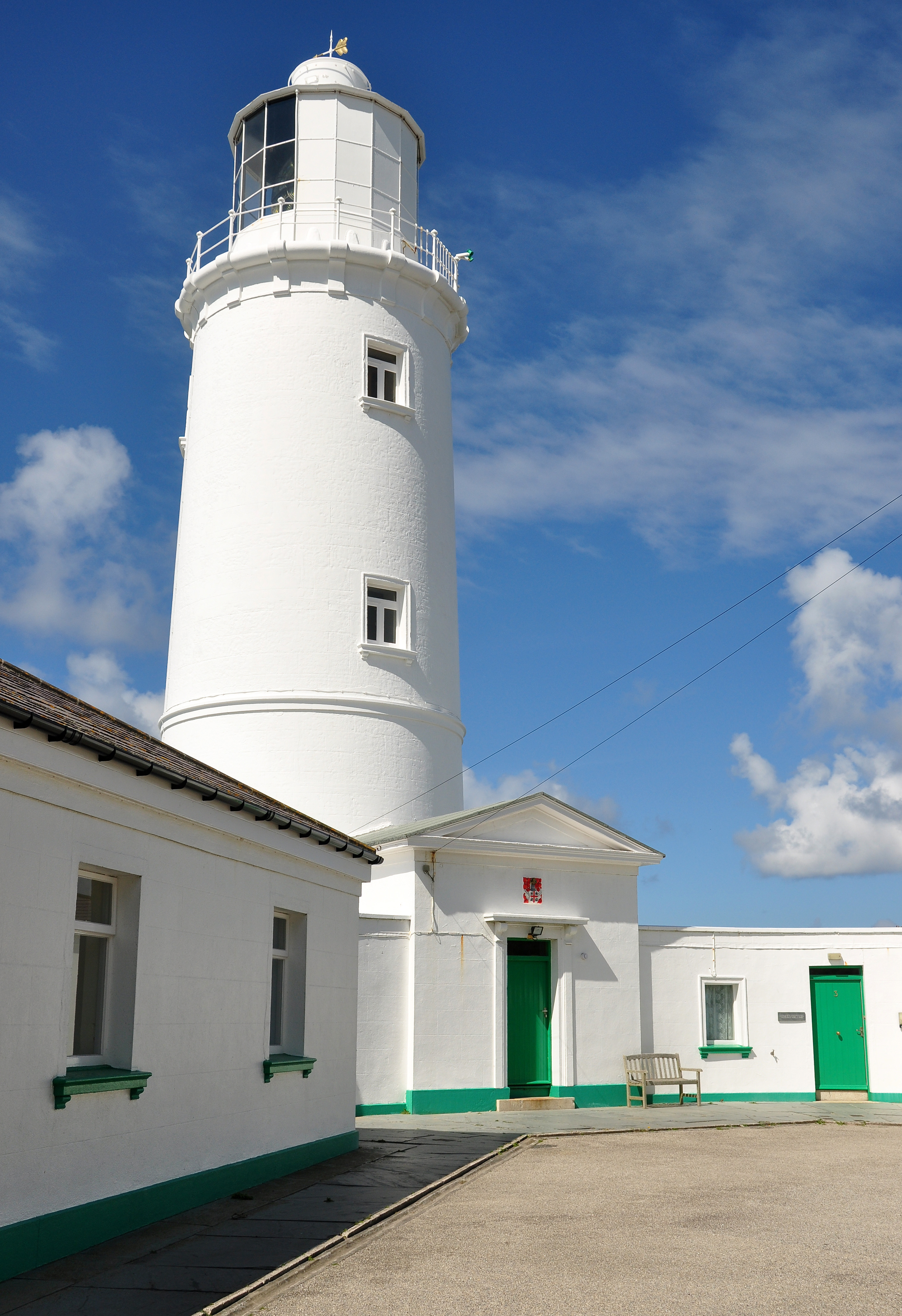
Zicht op de toren en een deel van de wachterswoningen.

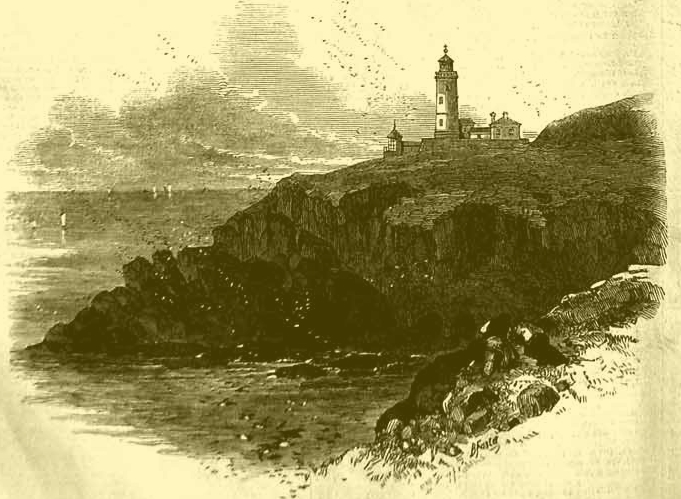
Een illustratie uit The Illustrated London News van 16 oktober 1847. Zowel het hoge als lage licht zijn zichtbaar.

De volledig witte toren is 27 meter hoog. In het witte lichthuis, dat omgeven wordt door een galerij, bevindt zich een roterend catadioptrisch systeem van de eerste orde met een brandpuntsafstand van 920 mm. Dit systeem genereert om de 7,5 seconden een witte flits. Het licht, dat een sterkte heeft van 279.000 candela, bevindt zich 62 m boven het zeeniveau en is zichtbaar tot op een afstand van 21 zeemijl (ongeveer 40 km). Een lichtsensor schakelt het licht automatisch in bij duisternis. Op de balustrade rond de galerij werd een noodlicht geïnstalleerd van het type Tideland ML300 dat de functie van het hoofdlicht overneemt bij defect. Dit noodlicht heeft een bereik van 10 zeemijl (ongeveer 18,5 km). Het elektrisch mistsignaal, dat automatisch in werking gezet wordt door een mistdetector bij slechte zichtbaarheid, geeft om de 30 seconden twee opeenvolgende identieke tonen.
De vuurtorenwachters verbleven in vier woningen die door middel van een gang met de vuurtoren zijn verbonden. Het complex heeft, vanuit de lucht gezien, de vorm van een letter V.
De toren kreeg van de Amateur Radio Lighthouse Society, een organisatie van radiozendamateurs, het nummer ENG-157 toegewezen. Deze organisatie probeert vanop lichtschepen en vuurtorens radioverbindingen tot stand te brengen.

## Geschiedenis

### Het eerste licht
Op 1 december 1847 werd voor de eerste maal een licht ontstoken op Trevose Head. Voorafgaand had Trinity House de bouwplaats in juli 1844 geïnspecteerd en in februari 1845 het ontwerp voor het gebouw goedgekeurd. Na het aanleggen van de weg in mei 1845 kon in juni 1845 begonnen worden met de bouwwerken. Het licht werd opgericht door de firma Jacob and Thomas Oliver and Sons uit Falmouth. De vuurtoren werd noodzakelijk geacht omdat reeds in 1809 werd vastgesteld dat tussen de vuurtoren van Longships, gelegen in het zuiden en de lichten op het eiland Lundy, gelegen in het noorden in de ingang van het Kanaal van Bristol, geen andere navigatielichten waren die de schepen langs de gevaarlijke kust konden leiden. De twee eerdere voorstellen van Trinity House om een lichtbaken op te richten, namelijk in 1813 en 1832, werden niet uitgevoerd.

### Een tweede licht
Na de indienstelling van het licht, dat zich ongeveer 61 m boven het hoogwaterpeil bevond, bleek dat schippers zich soms vergisten. Daarom werd, 15 m voor de eerste lamp, een tweede, kleinere toren opgetrokken met een lichtbron die 39,5 m boven het hoogwaterpeil scheen. Vuurtorenwachtes konden gebruikmaken van een korte gang waarmee de beide torens verbonden waren. Het hoge licht was zichtbaar tot op een afstand van 30,5 km en bestreek een sector van 247 graden. Het lage licht had een reikwijdte van 25,7 km en was zichtbaar over een boog van 176 graden. In 1882 werd het lage licht uitgeschakeld en de toren afgebroken. In de overblijvende toren werd een systeem geïnstalleerd waardoor het licht om de minuut telkens drie maal met drie seconden kon verduisterd worden. Dit licht werd geleverd door een olielamp met vijf pitten.

### Mistinstallatie en verdere modernisatie
Lord Rayleigh, die van 1896 tot 1919 als wetenschappelijk adviseur aan Trinity House verbonden was, ontwierp een mistsignaal dat bestond uit een rechthoekige hoorn met een lengte van ongeveer 1 m. Deze hoorn werd in 1911 geïnstalleerd en op 6 februari 1913 voor de eerste maal in werking gesteld. De rechthoekige opening van de hoorn was 5,5 m breed en 61 cm hoog, waardoor het geluid, dat hoorbaar was tot op 8 zeemijl (bijna 15 km), horizontaal en in de breedte over het water werd verspreid. De perslucht voor de installatie werd opgewekt in een dienstgebouw waarmee de hoorn via een cilindervormig torentje op het dak verbonden was. Tijdens deze modernisatie werden ook de woningen van de vuurtorenwachters aangepast.
Tussen 1912 en 1913 werd het nieuwe optische systeem geïnstalleerd dat bestond uit een 7.500 kg zware fresnellens met een brandpuntsafstand van 920 mm. In 1920 werd een brander van het type Hood geïntroduceerd. Deze lichtbron, die een opbrengst had van 198.000 candela en zichtbaar was tot op 40 km, werkte met oliedampen en bezat een pit die tijdens het branden automatisch een ronde vorm aannam waardoor het lichtrendement toenam. Deze lamp bevond zich in het brandpunt van de roterende fresnellens die om de vijf seconden een flits van 0,3 seconden produceerde. De draaiende lens werd in beweging gebracht door een uurwerkmechanisme dat werd aangedreven door gewichten.  Gekleurde schermen in het lichthuis zorgden voor een rode kleur.
In 1963 werd de hoorn van Rayleigh buiten gebruik gesteld en vervangen door een mistsignaal van het type Supertyphon dat geluid produceerde via acht hoorns. De vuurtoren werd in 1974 voorzien van elektriciteit. In 1993 werd het oude misthoorngebouw afgebroken omdat het door de kusterosie te zeer aangetast was. De twee funderingspunten van de vroegere misthoorn zijn nog steeds zichtbaar.

### Automatisering
Op 20 december 1995 werden de vuurtorenwachters teruggeroepen omdat het complex werd geautomatiseerd. Het lichtkarakter, dat vroeger bestond uit een rode schittering om de 5 seconden, werd omgezet naar een witte flits om de 7,5 seconden. Hiertoe werd de rotatiesnelheid van het lenssysteem verlaagd terwijl de oorspronkelijke lens in dienst bleef. De kleurverandering werd verwezenlijkt door het wegnemen van de rode schermen in het lichthuis. In het brandpunt van de lens werd een lampenwisselaar geïnstalleerd die twee metaalhalidelampen met een vermogen van 35 watt bevatte, waarvan er telkens een in dienst was.
Na het plaatsen van de nodige apparatuur voor bediening op afstand werd het beheer van het complex overgenomen door het Operations and Planning Centre van Trinity House in Harwich. De vroegere wachtersverblijven worden verhuurd als vakantiewoningen.

## Monumentstatus
De toren en de bijhorende woningen werden op 20 mei 1988 ingeschreven als grade II listed building op de Statutory List of Buildings of Special Architectural or Historic Interest. Dit betekent dat het complex wordt beschouwd als een bouwwerk van bijzonder belang dat in zijn huidige toestand moet bewaard blijven en daartoe ook moet worden onderhouden.